# 维普斯族农村居民点
维普斯族农村居民点（俄語：Сельское поселение Вепсское национальное）是俄罗斯联邦沃洛格达州巴巴耶沃区所属的一个农村居民点。其下辖有39个居民点，行政中心为季莫希诺。据2015年统计，该农村居民点的人口为976人。